# Aeroportul Margaret River
Aeroportul Margaret River (IATA: MQZ, ICAO: YMGT) este un aeroport din Australia de Vest, Australia.
Situat la o altitudine de 114 m, aeroportul dispune de o singură pistă. Este operat de Shire of Augusta-Margaret River⁠(d).